# Иосиф бен Горион (I век)
Иосиф бен Горион или Гурион (лат. Josephus Gorionides), — согласно историческим запискам Иосифа Флавия, один из вождей иудейского сопротивления 66 года в римской Иудее.
В его честь назвал себя первый премьер-министр Израиля Давид Бен-Гурион (1886—1973).

## Жизнеописание
Сын некого Гориона (Гуриона); хотя «бен-горион» может быть и прозвищем «сын львёнка».
В 66 году н. э., вместе с Ананом, бывшим первосвященником (в 62 году), после начала иудейского восстания Иосиф бен Горион подготовил защиту иудейского Иерусалима против римлян («Иудейская война», II, 20, § 3; 22, §§ 1, 2).
Был убит в 68 году во время осады укрывшихся в храме зелотов.

## Память
Его имя взял себе бывший российский подданный Давид Грин (1886—1973), когда переехал в Иерусалим подмандатной Палестины и стал работать на сионистскую газету «Ха-ахдут» в 1910-е годы; впоследствии он стал первым премьер-министром Израиля (янв. 1949).